# ERP5
ERP5 — ERP- и CRM-система с открытым исходным кодом, разрабатываемая французской компанией Nexedi. Распространяется по лицензии GPL.
Под брендом TioLive основной разработчик предоставляет доступ к ERP5 в онлайн-режиме по модели SaaS. Доступен интерфейс на английском, французском и польском языках.

## Архитектура
ERP5 написана на языке Python, использует Zope в качестве сервера приложений и ZODB в качестве базы данных для объектов. Так как клиентом является браузер, то ERP5 может использоваться как полнофункциональный интернет-магазин. Широкое применение в системе workflow в сочетании с пакетом визуализации графов Graphviz позволяет наглядно автоматизировать бизнес-процессы, и гибко настраивать права пользователей.
В основе бизнеc-модели ERP5 лежат пять базовых понятий — ресурс (товар, материал, деньги и т. п.), узел маршрута (склад, организация, бухгалтерский счёт и т. п.), перемещение (заказ материала, накладная, бухгалтерская проводка и т. п.), путь (конкретные условия перемещения — цены, сроки и т. п.), элемент (партия ресурса).

## История создания
Работы над проектом ERP5 начались в 2002 году в рамках создания ERP-системы для европейского производителя одежды — компании Coramy. Coramy сделала выбор в пользу свободно распространяемого решения, чтобы уменьшить расходы на внедрение и полностью контролировать разработку в соответствии со своими нуждами.
Для разработки и внедрения ERP5 была создана независимая компания Nexedi. Первоначальный бюджет компании составил 80 тыс. евро и был потрачен на разработку каркаса ERP5 и написание специфических модулей в соответствии с требованиями заказчика.

## Бизнес-функциональность
ERP5 состоит из модулей (англ. business templates), каждый из которых расширяет бизнес-функциональность системы в определённой области. Общее количество бизнес-модулей более 100.
Для учёта товарных остатков и создания каталогов используется модуль Product data management, модуль Trade содержит необходимые документы и формы для учета закупок и продаж. Модуль Accounting позволяет вести бухгалтерский и управленческий учет, создавать отчеты и выставлять счета контрагентам.
Для отражения отраслевых особенностей требуется установка специальных бизнес-модулей. Например модуль Banking позволяет использовать ERP5 в качестве операционной банковской системы, Apparel используется для автоматизации компаний, производящих одежду и аксессуары. Для работы с ERP5 с помощью мобильных устройств создан модуль Mobile.
Решение поддерживает ведение бухгалтерского учета холдинга, состоящего из нескольких юридических лиц. Причём, если перемещение или бухгалтерская проводка делается между участниками холдинга, то она создается в единственном экземпляре и влияет на остатки в обеих компаниях.
ERP5 поддерживает вариативность для товаров и материалов, а именно, одна карточка товара может использоваться для продукта, представленного например в нескольких цветах и размерах. При этом каждой вариации может соответствовать своя цены и условия поставки, а мониторинг движения и остатков ведется как по вариациям, так по карточке товара в целом. Эта возможность особенно востребована в интернет-магазине, где клиент автоматически имеет возможность выбора из всех вариантов понравившейся модели, не покидая конкретную страницу товара.
Пользовательский интерфейс основан на UTF-8 и обеспечивает контекстный перевод[неизвестный термин]. Внутри одной инсталляции могут использоваться несколько различных планов счетов, относящихся даже к разным странам. По умолчанию используется английский язык, доступны переводы на французский, японский, польский и русский.